# Фурри
Фу́рри (англ. furry «пушистый, покрытый мехом») — это сообщество людей, которые интересуются искусством и культурой, связанными с антропоморфными животными — существами, обладающими человекоподобными чертами. Фурри создают костюмы, рисунки и другие формы самовыражения, используя мотивы природы и идентифицируя себя с персонажами, но не считая себя украшением или воплощением животных. Некоторые фурри прочно идентифицируют себя с одним или несколькими видами животных, что может проявляться в онлайн-взаимодействии, а иногда и в создании костюмов-фурсьютов. Фурри-культура является одним из видов самовыражения человека. Фурри-фэндом потребляет и создаёт художественные и литературные материалы, а также собирается вместе на Интернет-ресурсах и конференциях (конвентах).
Фурри-фэндом — сообщество этих людей. Сексуальность и демография фурри-фэндома стали объектом внимания и предметом исследования.
Принимаемая фурри-поклонниками антропоморфизация животных выражается в присвоении им таких качеств, как человеческое сознание и мимика, черты анатомии человека, речь, хождение на двух ногах и ношение одежды. Как отмечается в статье «The Independent», слово «furry» может обозначать и самих антропоморфных животных персонажей. В подавляющем большинстве случаев это млекопитающие, иногда к «furry» причисляются и подвергнутые антропоморфизации пресмыкающиеся, птицы и морские животные, также иногда их называют «scalies» (то есть «чешуйчатые»).
Творчество и другая деятельность, которая ведётся фурри-поклонниками, включает написание литературных работ, в которых используется концепция антропоморфных животных персонажей, и зачастую такое произведение может относиться к любому жанру. Любое произведение в любой сфере искусства может быть принято в фурри-фэндоме, если в нём присутствуют животные персонажи с человеческими чертами. Действительно, такие персонажи часто встречаются в комиксах, мультфильмах, аллегорических рассказах и компьютерных играх. Использование вымышленных рас, среди которых бывают и антропоморфные животные, характерно для жанров научной фантастики и фэнтези.
В английском языке поклонников антропоморфных животных именуют «furries», «furs» или «furry fans». Представителей фуррей, чьи интересы выходят за пределы восхищения анимацией и художественными работами и имеют анимистические и шаманистские аспекты иногда называют «furry lifestylers». Такие аспекты могут роднить фуррей с членами других схожих сообществ, таких как териантропы, иные и оборотни.

## Истоки возникновения и влияние
На появление фурри повлияли антропоморфные персонажи и диснеевская анимация, в частности «Король-лев» (1994), мультфильм, в котором дикие большие кошачьи были наделены авторами человеческими качествами. Также сыграло роль развитие интернета, позволившее фурри найти друг друга в сети. Локальная сетевая жизнь фуррей началась ещё раньше и проходила на серверах нескольких американских университетов в сетевом ролевом игровом чате, называемом FurryMUCK и ведущем своё существование с 1990 года, а также прочие интернет-ресурсы и веб-форумы.
Конец 1970-х некоторые фурри-историки рассматривают как период, предшествовавший появлению фурри-фэндома и имевшим влияние на его образование, именно в это время в США стали появляться специализированные на антропоморфизме «фэнзины» (малотиражные любительские издания, выпускаемые представителями того или иного фэндома). Согласно иллюстратору Октавии Вульф и публицисту Фреду Паттену, отправной точкой начала формирования фурри-фэндома стал 1976 год, вместе с выходом фэнзина «Vootie»
С начала 1980-х годов и до появления специализированных фурри-конвентов (фурри-конференций) и интернета представители фэндома встречались на различных фестивалях поклонников научной фантастики и фэнтези, также характерным для периода стало издание фэнзинов с тематическими статьями и комиксами. В 1986 году на ежегодном научно-фантастическом конвенте «Westercon» в городе Сакраменто состоялась так называемая открытая «Furry Party» — выставка художественных и литературных фурри-работ, с которой также связывают дальнейшее распространение фурри по Калифорнии. В одном из фэнзинов «Yarf! The Journal of Applied Anthropomorphics» имеется подробное хронологическое описание жизни фурри-фэндома в доинтернетный период. К этому же периоду относится начало использования термина «фурри» для обозначения человека с интересом или симпатией к антропоморфным животным персонажам.
Собраться вместе на мероприятии, эксклюзивно посвящённом антропоморфным животным, фурри смогли в 1989 году, когда в городе Коста-Меса (штат Калифорния) состоялась пробная «Confurence 0». Вскоре последовала первая европейская фурри-конференция «Eurofurrence», прошедшая 1995 году в Германии, а в 1997 году уже на восточном побережье США в городе Олбани (штат Нью-Йорк) стартовал «Anthrocon» — самый большой и долгоживущий ежегодный фурри-конвент в мире. Первый и основной российский фурри-конвент «Русфуренция» был организован поклонниками мультфильма «Король-лев» и прошёл в 2001 году в Москве в клубе на Старом Арбате, но в последующие годы был перенесён в Подмосковье К 2007 году в мире насчитывалось уже 25 ежегодных фурри-конференций.
В 1990-е годы крупные издания начали обращать внимание на фурри, например одной из первых публикаций является заметка в «The New York Times» за 27 октября 1996 года о кандидате на докторскую степень, посещающем «конФУРенции». В ней фурри были представлены как «растущая национальная субкультура фурсьют-хоббистов», члены которой «используют интернет для обмена историями и ролевых игр с выдрами, лисицами и бобрами».
Помимо FurryMUCK, к онлайн-ресурсам, повлиявшим на развитие фурри-фэндома, относят также англоязычный Furnation и виртуальный мир Second Life. Примером онлайн-ресурсов русскоязычных фуррей можно назвать галерею Furnation.ru и форум Yiff.ru.
В 1990-х и 2000-х годах сильнейшее влияние на фурри-фэндом оказали видеоигры, прежде всего, серии Sonic the Hedgehog и Star Fox, в меньшей степени — The Elder Scrolls и некоторые другие.

## Деятельность
Начавшись на задворках интернета с текстовых ролевых игр (MUCK), в настоящее время сообщество фуррей можно встретить везде от таких платформ для блогов как Tumblr и LiveJournal, сервисов потокового видео Netflix и Hulu до фан-арт-галерей deviantART, FurAffinity и Sofurry.

### Живопись и литература
Фурри-поклонники принимают участие в творческой работе в роли художников, иллюстраторов, авторов сценария для комиксов, скульпторов, писателей, музыкантов и умельцев. Спрос на подобную продукцию среди фуррей (и не только) гораздо выше того предложения, что обеспечивают издательства общей направленности. Такой спрос удовлетворяется за счёт других фурри-поклонников, уровень мастерства которых варьируется от начинающих до профессионалов. Эти художники, писатели и издатели создают огромное количество рисунков, картин, фотографий, рисунков на тканях, рассказов и других литературных произведений, небольших печатных книг, комиксов, фэнзинов, кукол, скульптур и музыкальных произведений. Некоторые художники также создают широкий спектр работ эротического и порнографического характера — так называемый «йифф-арт» — направление, название которого, как принято считать, происходит от подражания звука, издаваемого лисицами при спаривании.
Существуют онлайн-галереи, полностью посвященные фурри-работам, такие как Fur Affinity, который называют онлайн-хабом фурри-фэндома, Furry Network, Weasyl, InkBunny, VCL, есть и неспециализированные сайты, где фурри-работы присутствуют в категории «антро» (например, deviantART).
Существует несколько примеров веб-комиксов, героями которых являются персонажи-животные, созданные фурри-поклонниками. По этой причине их можно отнести к разряду фурри-комиксов. Один из таких веб-комиксов, «T.H.E. Fox», впервые был опубликован на CompuServe в 1986 году, за несколько лет до появления Интернета.

### Фурсьюты и рукоделие
Фурсьюты в фурри-фэндоме используются для развлечения или для участия в парадах, маскарадах, конвентах, дискотеках или благотворительных акциях (где они выступают в роли развлекающих публику актёров). Многие фурсьюты по конструкции очень просты и похожи на костюмы талисманов-маскотов, другие же могут быть довольно сложными и включать в себя механизмы движения челюстей, гидравлические подвижные детали, протезные детали и многие другие особенности. Цена фурсьюта может достигать 10 000 долларов, но обычно держится в районе 1500—2000 долларов. Производство сьюта может занимать до 6 месяцев. Кроме того, фурри-поклонники зачастую изготовляют и надевают аксессуары, изображающие отдельные части животного — голову с мордочкой животного, лапы, хвосты, уши и др., такие костюмы иногда называют «партиалами» (от англ. partial suit). Например по расценкам одной фурсьют-мастерской из Мичигана, фурри-перчатки с кожаными набивными подушечками на ладони стоят 80 долларов, выходные фурри-лапы с твёрдой резиновой подошвой — 150 долларов, партиал с головой, руками, лапами и хвостом — 900 долларов.
Профессиональные создатели фурсьютов организуются в мастерские и выполняют заказы в том числе и вне фэндома, например талисман волка КХЛ Динамо сезонов 2013/14-2015/16 был изготовлен фурсьют-мастерской MixedCandy из Орландо (штат Флорида).
Фурсьют-мастерские специализируются на разном контингенте покупателей: от подростков 8-15 лет до покупателей, находящихся в рамках «от художников до работников SpaceX» в позднем двадцатилетии.
Несмотря на то, что 85 % фуррей не имеют полного фурсьюта, аргументируя это их дороговизной как решающим фактором, большинство из них положительно относятся к фурсьютерам и конвентам, в которых они принимают участие (Osaki, 2008).
Некоторые фурри увлекаются кукловодством, записью собственных видеопредставлений, таких как шоу «Rapid T. Rabbit and Friends» и «Funday PawPet Show».

### Фурсона и ролевые игры
Одной из самой универсальной моделью поведения в фурри-фэндоме является создание фурсоны (англ. fursona) — антропоморфного образа животного или аватара. Более 95 % фуррей имеют антропоморфный аватар или свой образ. Около половины фуррей имеют только одну фурсону, представляющую их образ; сравнительно немного фуррей имеют больше трёх или четырёх фурсон; отчасти потому, что для многих фуррей фурсоны имеют личностную значимость, представляя собой осмысленную репрезентацию идеального себя. К наиболее популярным фурсонам по виду относятся волки, лисицы, собаки, крупные кошачьи и драконы. Фурри могут изобразить свою фурсону самостоятельно, либо заказать изображение у фурри-художника, такие заказы иногда называют «коммишнами» (от англ. commission — давать заказ).
Фурри используют фурсоны в качестве персонажей для участия в сессиях ролевой игры по Интернету, многопользовательских текстовых компьютерных играх, веб-форумах и при переписке. Самый старый мультипользовательский мир — это «FurryMUCK» (хотя ему предшествовала BBS под названием The Beastie Board, в которой дискуссии часто переходили в ролевую игру). Другая популярная групповая фурри-игра — «Furcadia». В виртуальной среде «Second Life» есть несколько соответствующих групп и местностей.

### Конвенты
Достаточное количество участников и их интерес к подобному мероприятию привёл к появлению многих фурри-конвентов (фурри-конференций) в Северной Америке и Европе. На конвентах в дружелюбной атмосфере проводятся арт-шоу, выставки литературы, костюмов, кукол, аукцион, фурсьют-конкурс; мастер-классы, семинары по созданию тематического творчества, геймерские семинары и развлекательные мероприятия; в «дилерс-ден» можно непосредственно у художника или у хозяина мастерской заказать художественную работу или фурсьют. В специальной комнате фурсьютеры могут снять головы своих костюмов и отдохнуть в приватной обстановке. На конвенте продаются разные тематические предметы: уши, хвосты, маски, футболки и другие аксессуары, также имеются аспекты, связанные с материалами для взрослых. В основном конвенты посещают молодые мужчины от 20 до 30 лет, но присутствует также много женщин-иллюстраторов.
Самый большой фурри-конвент, «Anthrocon», проводится каждый год в июле в Питсбурге. Anthrocon дважды был отмечен в Книге рекордов Гиннесса, в 2008 году как «самый большой фан-клуб», когда конвент посетило 2489 участников и в 2013 году как организатор самого большого костюмированного парада, состоящего из 1162 представителей фэндома, одетых в фурсьюты По мере того как фурри-фэндом растёт и распространяется, в 2015 году «Anthrocon» посетило 6348 участников, а чикагский «Midwest Furfest» — более 5000. Европейская «Eurofurrence» скромнее американских фурри-конференций по количеству участников, но при этом разнообразней, в 2015 году её посетили фурри из 43 стран мира.
На таких конвентах проводят аукционы с целью сбора средств, которые потом часто переводят в фонды помощи животным. Для примера, на «Further Confusion» было собрано более 62 000 долларов для разных благотворительных инициатив, которые существовали за 9-летнюю историю существования конвента (по состоянию за 2006 год), а «Anthrocon» перевёл более 100 000 долларов в местные благотворительные организации со времени начала проведения его в Питсбурге в 2006 году (данные на 2015 год) (актуальный список пожертвований). В 2015 году на конвенте «Midwest Furfest» было собрано более 60 000 долларов для реабилитационного центра для животных. В 2016 году канадский фурри-конвент «VancouFUR» был проведён в одном отеле с временно размещёнными сирийскими беженцами, на мероприятия которого были приглашены их дети и свободно контактировали с фурри.
Фурри-конвенты также приносят прибыль тем регионам, где они проводятся. Так, по оценке за 2007 год, «Anthrocon» ежегодно приносит 2,5 миллиона долларов Питсбургу, штат Пенсильвания, и по состоянию на 2015 год уже принёс городу 34 миллиона долларов.
По состоянию на 2012 год насчитывалось больше 40 фурри-конференций, проводимых на 6 континентах, например «Furtastic» (Дания), «Camp Wildpaw» (Австралия), «FuRio» (Бразилия).

## Сексуальность
Исследования фурри-фэндома в США показали, что фурри-поклонники демонстрируют непредосудительное и терпимое отношение к некоторым аспектам сексуальности человека в частности, гомосексуальная и бисексуальная самоидентификации непропорционально широко представлены в фурри-фэндоме, больше примерно в 10 раз, чем в среднем по стране: среди взрослого населения США примерно 2 % опрошенных сообщали о своей гомосексуальности, 3 % бисексуальности, 86 % гетеросексуальности, и 0,2 % других форм сексуальной самоидентификации; среди представителей фэндома, согласно четырём различным опросам, 14-25 % сообщают о своей гомосексуальности, 37-52 % бисексуальности, 28-51 % гетеросексуальности, и 3-8 % других форм сексуальных отношений (Evans, 2008) (Osaki, 2008). Примерно половина опрошенных сообщили, что находятся в отношениях, из которых 76 % состоят в отношениях с другим представителем фурри-фэндома. Сексуальные аспекты в фурри-фэндоме включают фурри-тематические эротические художественные работы и киберсекс. Термин «йифф» может использоваться для обозначения сексуальной активности и сексуальных материалов внутри фэндома — это применимо и к сексуальной активности и взаимодействию внутри субкультуры как в форме киберсекса, так и напрямую.
Сексуальная привлекательность персонажей фурри и влечение к ним (так называемый «йифф») является поляризующим вопросом внутри фэндома: часть фуррей считает его вполне нормальным явлением, другие же относятся к нему отрицательно — по их мнению, йифф создает неверное представление о сущности фурри в глазах общественности. Согласно одному из опросов, проведённым американскими исследователями фэндома, только 37 % опрошенных сообщили, что сексуальный аспект играет важную роль в их деятельности в фурри-фэндоме, но при этом не определяющую. Другой опрос выявил, что 96 % респондентов фуррей мужского пола и 78 % женского смотрят тематические сексуальные материалы; фурри мужского пола оценили, что 50,9 % всего фурри-арта, который они потребляют относится к порнографическому, аналогично 30,7 % фуррей женского пола. Таким образом, фурри имеют незначительно большее предпочтение порнографических произведений непорнографическим. 17,1 % мужчин сообщили, что порнографические произведения, которые они смотрят относятся только к фурри или очень близко к фурри, и только около 5 % ответили, что порнография была ключевым фактором, вовлекшим их в фэндом (Plante, Reysen, Roberts, Gerbasi, 2013).

## Демография и исследования фэндома
К демографическим особенностям фурри-фэндома относится преобладание в фэндоме мужчин (80 %), занятость в науке или по технической специальности, наличие у взрослых представителей законченного или находящегося в процессе получения высшего образования (70 %), более высокий политический либерализм и меньшая религиозность по сравнению со средними американцами или другим исследованными группами (пример — фанаты аниме) (Plante, Reysen, Roberts, Gerbasy, 2012, 2014). По отношению к религии 54 % фуррей определяют себя как атеисты или агностики, 23 % как христиане, 6 % как язычники или виккане, и оставшиеся относят себя к другим религиозными конфессиями (Plante, Reysen, Gerbasy, 2012).
Согласно опросам, проведённым в фэндоме, почти половина опрошенных не считает себя стопроцентным человеком (46 %), из которых 41 % допускает, что если бы была возможность не быть человеком, то они бы были согласны на это. 25 % из них сообщили, что ощущают себя «нечеловеческими существами, запертыми в человеческом теле». В то же время данные исследований, в большинстве своём, не выявляют у фуррей психического нездоровья. В некоторых опросах фурри значительно реже сообщали о тревожном неврозе (6 %), чем люди из основной популяции, не идентифицирующие себя как фурри (30 %), то же касается и самооценки, которая оказалась выше у тех опрошенных, кто сильнее идентифицировал себя как фурри.
Сопричастность и принятие играют большую роль в фурри-фэндоме: в сравнении с представителями других исследованных фэндомов (к примеру, аниме, фэнтэзи, спорт), фурри охотней других солидаризируются с другими представителями своего фан-сообщества (Plante, Reysen, Gerbasy, 2013). В среднем половина друзей представителя фурри-фэндома — также сами фурри. Фурри оценивают себя выше (в сравнении с другими исследованными фан-группами) по шкале глобальной осведомлённости (знание о мире и чувство связи с другими), чаще соотносят себя с гражданами планеты и являются сторонниками экологически устойчивого развития.
К американским исследователям фурри-фэндома относятся: психологи — профессор Ниагарского государственного колледжа Кэти Гербаси, аспирант и доктор наук в университете Ватерлоо Кортни Плант, младший профессор в Texas A&M University-Commerce Стивен Рейсен; социологи: младший профессор Ренисонского университета Шэрон Робертс; а также Paolone, N., Higner, J., Scaletta, L. L., Bernstein, P. L. и Privitera, A. Под предводительством Кэти Гербаси был сформирован международный проект исследования антропоморфизма International Anthropomorphic Research Project (IARP), экстенсивно изучающий фурри-фэндом и представляющий собой команду социально-ориентированных исследователей, которые опрашивают тысячи фуррей на различных конвентах ежегодно.
В российской культурологии фурри-фэндому посвятили свои работы: доцент кафедры Истории Отечества в древности и средневековья БГУ А. А. Чубур, статья «Furry-art: от цифровой графики до сводов пещер. Попытка осмысления» (2009); Д. Розанов ИФИ РГГУ, доклад «Новые неформальные объединения и новые медиа: субкультура фурри в реальном и виртуальном пространстве» (2010); и А. Ф. Арнаутова, кафедра экспериментальной лингвистики и межкультурной компетенции ПГУ, статья «Место субкультуры „Фурри“ в системе субкультурных образований» (2013). Д. Розанов характеризует образ фурри-фэндома и бытовые особенности поведения его представителей. А. А. Чубур в статье приводит статистические данные о численности фурри в Москве и Санкт-Петербурге, а также сводную таблицу видового состава антропоморфных животных в фурри-арте, и относит происхождение фурри к примитивной культуре первобытного общества. Е. и О. Белобрыкины считают увлечение подростков фурри разновидностью девиантного поведения, которое хоть и не противоречит правовым и моральным нормам, но всё же нарушает целостность личности и осложняет межличностное общение. Ряд исследователей отмечает малую известность субкультуры в России.
Фурри создали свою энциклопедию о фурри-фэндоме — WikiFur.com.

## Освещение в СМИ
Фурри-фэндом часто изображался в средствах массовой информации нелестным образом, хотя в последнее время было несколько попыток объективно описать эту субкультуру. Статьи в таких журналах, как «Loaded», «Vanity Fair», а также в колонке, посвящённой сексуальной тематике, «Savage Love», концентрировали внимание только на нетрадиционных сексуальных предпочтениях. Вымышленные сцены с изображением представителей фурри-фэндома появлялись в таких телесериалах, как «Скорая помощь», «C.S.I.: Место преступления», Шоу Дрю Кэрри, шоу Sex2K на MTV и шоу «Entourage». Большинство фурри-поклонников и некоторые исследователи отмечают необъективность такого изображения субкультуры в средствах массовой информации, стигматизирующего её. В последнее время было несколько попыток развенчать неправдивые мифы и стереотипы о фурри-фэндоме. Журналист, который побывал на фурри-конвенте «Anthrocon» в 2006 году, отметил, что, «несмотря на их дикий образ, созданный программами „Vanity Fair“, „MTV“ и „CSI“, фурри-конвенты — это не просто „кучка извращенцев, занимающихся сексом в костюмах лисиц“, и что „те, кто посещали фурри-конференцию, занимались сексом не чаще, чем все остальные люди“. Также он сообщил, что на конференции „посетители обсуждали и рисовали животных персонажей и персонажей комиксов в альбомах“».
Тем не менее, местные предприниматели Питсбурга тепло приняли фуррей, подготовив к фурри-конвенту специальные майки и нарисовав отпечатки лап перед входами в магазины, чтобы привлечь покупателей.
В октябре 2007 года репортёр из газеты «Hartford Advocate» тайно проникла на конвент «FurFright 2007», так как представителей прессы на него не допускали. Там она узнала, что такой шаг был вызван желанием воспрепятствовать неправильному изображению фуррей. Она также заявила, что «скандальное поведение, которое она ожидала увидеть, места не имело».